# 山崎洋子
山崎 洋子（やまざき ようこ、1947年8月6日 - ）は、日本の小説家。

## 経歴
- 1947年、京都府宮津市に生まれる。
- 神奈川県立新城高等学校卒業。
- コピーライター、児童読物作家、脚本家などを経て、1986年、『花園の迷宮』で第32回江戸川乱歩賞を受賞し、小説家デビュー。
- 1995年、『熱月』で第16回吉川英治文学新人賞候補。
- 夫は脚本家の山崎巌。
- テレビ朝日系『スーパーモーニング』にコメンテーターとして出演していた。

## 作品リスト
- 『花園の迷宮』1986年9月、講談社、のち文庫
- 『ヨコハマ幽霊ホテル』1987年4月、講談社、のち文庫
- 『聖母の牙』1987年11月、光文社カッパ・ノベルス、のち文庫
- 『香港迷宮行』1988年4月、講談社ノベルス、のち文庫
- 『自由が丘ダウンタウン物語』1988年5月、講談社　のち文庫
  - その夜、死はウインクした
  - いちばんやさしかったあなたに
  - 傷だらけのアポロ（『小説現代』1987年12月号）
  - 奇跡の光〈ミラクル・ライト〉売ります（『小説現代』1988年2月号）
  - あしたのマドンナ（『小説現代』1988年6月号）
  - 狼女は眠れない（単行本のみ）
- 『きらきらと闇に堕ちて』1988年6月、中央公論社、のち文庫
- 『横浜秘色歌留多』1989年1月、講談社、のち文庫
- 『危険なあなた』1989年7月、中央公論社、のち文庫
- 『三階の魔女』1989年12月、講談社　のち文庫　
  - ラブレター
  - いきなりハードボイルド（『小説現代』1989年2月号）
  - 狼女は眠れない（文庫版のみ）
  - 赤いお月さま（ルナ・ロッサ）
  - 六本木メランコリー
  - 人形と暮らす女
  - 三階の魔女
- 『タブー』1990年9月、中央公論社、のち文庫
- 『魔都上海オリエンタル・トパーズ』1990年10月、集英社、のち文庫
- 『恋も仕事もハードボイルド』（エッセイ集）1990年11月、PHP研究所、のち角川文庫
- 『"伝説"になった女たち』1990年11月、講談社、のち文庫、光文社知恵の森文庫
- 『熱帯夜』1991年4月、新潮ミステリー倶楽部、のち文庫
- 『熟れすぎた林檎』1991年4月、双葉社、のち文庫、講談社文庫
- 『ホテルウーマン』1991年9月、毎日新聞社、のち講談社文庫
- 『歴史を騒がせた「悪女」たち』1991年9月、講談社、のち文庫、光文社知恵の森文庫
- 『禁じられた吐息』1992年2月、中央公論社　のち文庫

（ 蜜の肌、月の吐息、甘い血、熱い闇）
- 『横浜幻燈館―俥屋おりん事件帳』1992年5月、新潮社　のち集英社文庫

（らしゃめん、薔薇の悲鳴、狂女、神の邪心）
- 『長崎人魚伝説』1992年7月、集英社、のち文庫
- 『薔薇の恋唄』1992年8月、角川書店、のち文庫
- 『海のサロメ』1992年9月、講談社　のち文庫
  - ブルーレディに熱い夢（『小説現代』1989年12月号）
  - 海のサロメ
  - 霧の心（『小説現代』1990年10月号）
  - 風の迷い（『小説現代』1991年5月号）
  - あの道が黄金色に染まる頃（『小説現代』1991年12月号）
  - もういちどあなたと
- 『吸血鬼たちの聖夜』1992年10月、文藝春秋　のち文庫

（ 吸血鬼たちの聖夜〈イブ〉、妖女狂演、愛する人に、きらめく死を、メランコリーは危険）
- - やさしいだけでは生きられない（『オール讀物』1992年8月号）
- 『シャーベット・アリア』1993年2月、中央公論社、のち文庫
- 『ヘカテの時間』1993年10月、双葉社、のち文庫
- 『元気がでる恋愛論』（エッセイ集）1993年12月、学習研究社、のち講談社文庫
- 『四十代、女はもう一度挑戦する―人生、仕事、愛、結婚』（エッセイ集、1994年4月、海竜社
- 『紅色ホテル』1994年6月、集英社、『ホテル・ルージュ』文庫

（青い髪の人魚、スペシャル・ルーム、ホテル・ルージュ、孤独な妖精、あたしを見つめて、匂い袋）
- - 十三怪談（『小説すばる』1987年冬季号）
  - 暗黒街（とうきょう）の淑女（おんな）たち（『野性時代』1988年11月号）
- 『七姫伝説　恋の墓標』1994年7月、中央公論社、のち文庫
- 『歴史を彩った恋人たち』1994年9月、講談社、『日本恋愛事件史』文庫
- 『熱月（テルミドール）』1994年12月、講談社、のち文庫
- 『緋色の真珠』1995年4月、実業之日本社、のち光文社文庫
- 『星の運命（さだめ）を生きた女たち』1995年6月、講談社、のち文庫
- 『恋を追う女　小説マリー・ローランサン』（1996年5月、集英社、
- 『柘榴館』1996年9月、集英社、のち文庫
- 『ありふれた不倫だったのに』1996年11月、光文社、のち文庫
- 『女は何度でもよみがえる―末期癌の夫を看取る』（エッセイ集、1998年1月、海竜社）
- 『ヨコハマB級ラビリンス』1998年11月、集英社、のち文庫

（うつ鮨事件、朱雀事件、パダム・パダム、四月の夢、いつか王子様が、幽霊レストラン、余毛・三文オペラ、芝居の時刻、踊る女）
- 『天使はブルースを歌う 横浜アウトサイド・ストーリー』（ノンフィクション、1999年9月、毎日新聞社）亜紀書房; 復刊版 (2019/
- 『マスカット・エレジー』2000年8月、光文社、のち文庫

（赤姫、ダイエットの女王、監禁された男、まぶたの母、ネット潜入、詐欺女、春の嵐）
- 『炎精（かげろう）』（2002年8月、毎日新聞社）
- 『ヴィーナス・ゴールド』（2004年8月、毎日新聞社）
- 『夢幻美女絵巻』（2005年1月、小学館文庫）
- 『横浜開港絵巻　赤い崖の女』（2007年11月、講談社）
- 『人魚を食べた女』講談社 2008.5
- 『港町ヨコハマ異人館の秘密』あすなろ書房 2010.6
- 『横濱唐人お吉異聞』講談社 2011.1
- 『横浜の時を旅する ホテルニューグランドの魔法』春風社, 2011.12
- 『誰にでも、言えなかったことがある 脛に傷持つ生い立ち記』清流出版, 2014.6 のち祥伝社文庫
- 『女たちのアンダーグラウンド 戦後横浜の光と闇』亜紀書房, 2019.5

### 共著
- 『薔薇の灰―こぼれた話60』（エッセイ集、亀海昌次と共著、1994年3月、徳間書店
- 『アマモの森はなぜ消えた?』海をつくる会写真・監修 そうえん社 2008